# Anaso Jobodwana
Anaso Jobodwana (Aberdeen, 30 luglio 1992) è un velocista sudafricano.
In carriera ha vinto la medaglia di bronzo nei 200 metri piani ai Mondiali di Pechino 2015. È stato inoltre finalista ai Giochi olimpici di Londra 2012.
Ha detenuto il record sudafricano della specialità dal 2015 al 2017 con il tempo di 19"87, poi battuto da Wayde van Niekerk.

## Palmarès
| Anno | Manifestazione          | Sede           | Evento      | Risultato  | Prestazione | Note                                     |
| ---- | ----------------------- | -------------- | ----------- | ---------- | ----------- | ---------------------------------------- |
| 2012 | Campionati africani     | Porto-Novo     | 200 m piani | Semifinale | dns         |                                          |
| 2012 | Giochi olimpici         | Londra         | 200 m piani | 8º         | 20"69       |                                          |
| 2013 | Universiadi             | Kazan'         | 100 m piani | Oro        | 10"10       | Miglior prestazione personale            |
| 2013 | Universiadi             | Kazan'         | 200 m piani | Oro        | 20"00       |                                          |
| 2013 | Universiadi             | Kazan'         | 4×100 m     | 7º         | 45"82       |                                          |
| 2013 | Mondiali                | Mosca          | 100 m piani | Semifinale | 10"17       |                                          |
| 2013 | Mondiali                | Mosca          | 200 m piani | 6º         | 20"14       |                                          |
| 2015 | Mondiali                | Pechino        | 100 m piani | Batteria   | dq          |                                          |
| 2015 | Mondiali                | Pechino        | 200 m piani | Bronzo     | 19"87       | Record nazionale                         |
| 2015 | Mondiali                | Pechino        | 4×100 m     | Batteria   | dnf         |                                          |
| 2015 | Giochi panafricani      | Brazzaville    | 100 m piani | Semifinale | dns         |                                          |
| 2016 | Giochi olimpici         | Rio de Janeiro | 200 m piani | Batteria   | 20"53       |                                          |
| 2018 | Giochi del Commonwealth | Gold Coast     | 200 m piani | Semifinale | dq          |                                          |
| 2018 | Giochi del Commonwealth | Gold Coast     | 4×100 m     | Argento    | 38"24       | Record nazionale                         |
| 2019 | World Relays            | Yokohama       | 4×100 m     | Batteria   | 38"66       | Miglior prestazione personale stagionale |
| 2019 | World Relays            | Yokohama       | 4×200 m     | Argento    | 1'20"42     | [ 1 ]                                    |
| 2019 | Giochi panafricani      | Rabat          | 200 m piani | Bronzo     | 20"56       |                                          |
| 2019 | Giochi panafricani      | Rabat          | 4×100 m     | Bronzo     | 38"80       |                                          |
| 2019 | Mondiali                | Doha           | 200 m piani | Semifinale | 20"34       | Miglior prestazione personale stagionale |
| 2021 | Giochi olimpici         | Tokyo          | 200 m piani | Semifinale | 20"88       |                                          |